# Longatges
Longatges (francès Longages) és un municipi francès del department de l'Alta Garona, a la regió Occitània.